# شينجي كيمورا
شينجي كيمورا (باليابانية: 木村真二) مخرج ومشرف أنمي ومخرج فني اليابان. ولد في محافظة سايتاما عام 1962.

## أعماله

### مسلسلات أنمي
- دوروهيدورو (2020) - مخرج فني ومشرف التصاميم.

### أفلام
- بيضة الملاك (1985) - الخلفيات.
- جاري توتورو (1988) - الخلفيات.
- موتافكاز (2018) - مخرج فني.

## جوائز
- جائزة طوكيو أنمي للفنون 2005.